# Náhuatl del Istmo
El náhuatl del Istmo (autoglotónimo: melaꞌtájto̱l) o mexicano istmeño es la variedad de dialectos del idioma náhuatl o mexicano hablada hacia el sur del estado de Veracruz, en la Región Olmeca, específicamente en los municipios de Cosoleacaque, Mecayapan y Pajapan.
El INALI engloba tres variantes bajo el nombre de náhuatl del Istmo. Según los estudios del Instituto Lingüístico de Verano (SIL por sus siglas en inglés), le corresponde a la forma más extrema hacia el sur, en el municipio de Cosoleacaque, el código ISO 639-3 nhk, al de Mecayapan el código nhx y al de Pajapan aplica el código nhp.
La variante más representativa y estudiada es la de Mecayapan. Tiene alrededor de 20,000 hablantes, distribuidos también en el pueblo de Tatahuicapan.
En su proceso fonológico evolutivo esta lengua emparentada con el náhuat tabasqueño y con el idioma náhuat de El Salvador, usa las letras /b/, /d/, /g/ y /r/. Además, esta variante se caracteriza por el uso de vocales largas.